# Kellemoi de Pépita
Kellemoi de Pépita (1998 - mai 2012) est une jument de saut d'obstacles baie inscrite au stud-book du Selle français. Elle se révèle sous la selle de Michel Robert de 2008 à 2011, décrochant une médaille d'argent aux championnats d'Europe en 2009. Vendue au Qatar, elle meurt peu après, d'une occlusion intestinale.

## Histoire
Elle voit le jour à Teilhède dans le Puy-de-Dôme en Auvergne, d’un croisement entre le Hanovrien Voltaire et la jument Selle français Pépita du Parc. Elle commence sa carrière sous la selle du fils de son éleveur, puis Michel Robert la remarque, en achète une part et en fait son cheval de tête. La jument cumule un million d'euros de gains, et obtient un ISO de 183.
Avec le cavalier Michel Robert, elle est vice-championne d'Europe de saut d'obstacles par équipe et finaliste de l'étape du Global Champions Tour 2009 à Doha. En décembre 2011, elle est vendue au Qatar pour les Jeux Olympiques de Londres, pour une somme comprise entre 2 et 5 millions d'euros, privant ainsi la France d'un élément important de l'équipe nationale de saut d'obstacles. Elle meurt d'une occlusion intestinale pendant l'étape du Global Champions Tour à Wiesbaden en mai 2012, malgré les efforts du vétérinaire.

## Description
Michel Robert la décrit comme une jument qui, sans être un grand génie, s'est révélée une bonne élève mue par l'envie de bien faire, dotée d'un très bon caractère.

## Palmarès
Elle est à la 15e place du classement mondial (1878 points) des chevaux de saut d'obstacles établi par la WBFSH en octobre 2009.